# Stadtbibliothek Zschopau
Die Bibliothek der Stadt Zschopau ist benannt nach ihrem Stifter Jacob Georg Bodemer. Die 1863 gegründete Bibliothek ist heute in Räumen des Schlosses Wildeck untergebracht.

## Geschichte
Der Grundstock für die Bibliothek wurde 1863 durch den ortsansässigen Unternehmer Jacob Georg Bodemer gelegt. Er stiftete 714 Bücher aus den Bereichen Theologie, Pädagogik, Literatur, Geschichte, Geographie und Naturwissenschaften. Zuerst war die Bibliothek im Rathaus untergebracht, später auch in anderen Gebäuden der Stadt, so unter anderem im Jugendheim Johannisstraße.
1956 fand die als Kreis- und Kinderbibliothek bezeichnete Einrichtung ihr Domizil in Räumen des Schlosses Wildeck. Die Bibliothek war unter anderem für die 25 Gemeindebibliotheken des Kreises Zschopau zuständig.
Im Rahmen der Sanierung des Schlosses ab Mitte der 1990er Jahre konnte die Bibliothek 2001 neue rekonstruierte Räume in zwei Etagen des Westflügels beziehen. Bis dahin waren die Kinder- und Erwachsenenbibliothek in zwei unterschiedlichen Bereiches des Schlosses getrennt voneinander untergebracht. 
Zur Unterstützung der Bibliothek existiert ein Förderverein, der verschiedene kulturelle Veranstaltungen organisiert.

## Bibliotheksbestand
Es stehen rund 34.150 Medien zur Ausleihe bereit. Die Bibliothek beschäftigt vier Personen und hat rund 3000 aktive Nutzer und über 60.000 Besucher. Die Bibliothek beteiligt sich am Leihverkehr in Deutschland.